# Veriora kommun
Veriora vald är en kommun i Estland.   Den ligger i landskapet Põlvamaa, i den sydöstra delen av landet, 220 km sydost om huvudstaden Tallinn.
Följande samhällen finns i Veriora vald:
- Veriora
- Leevi küla
- Viluste